# Hildegard Förster-Heldmann

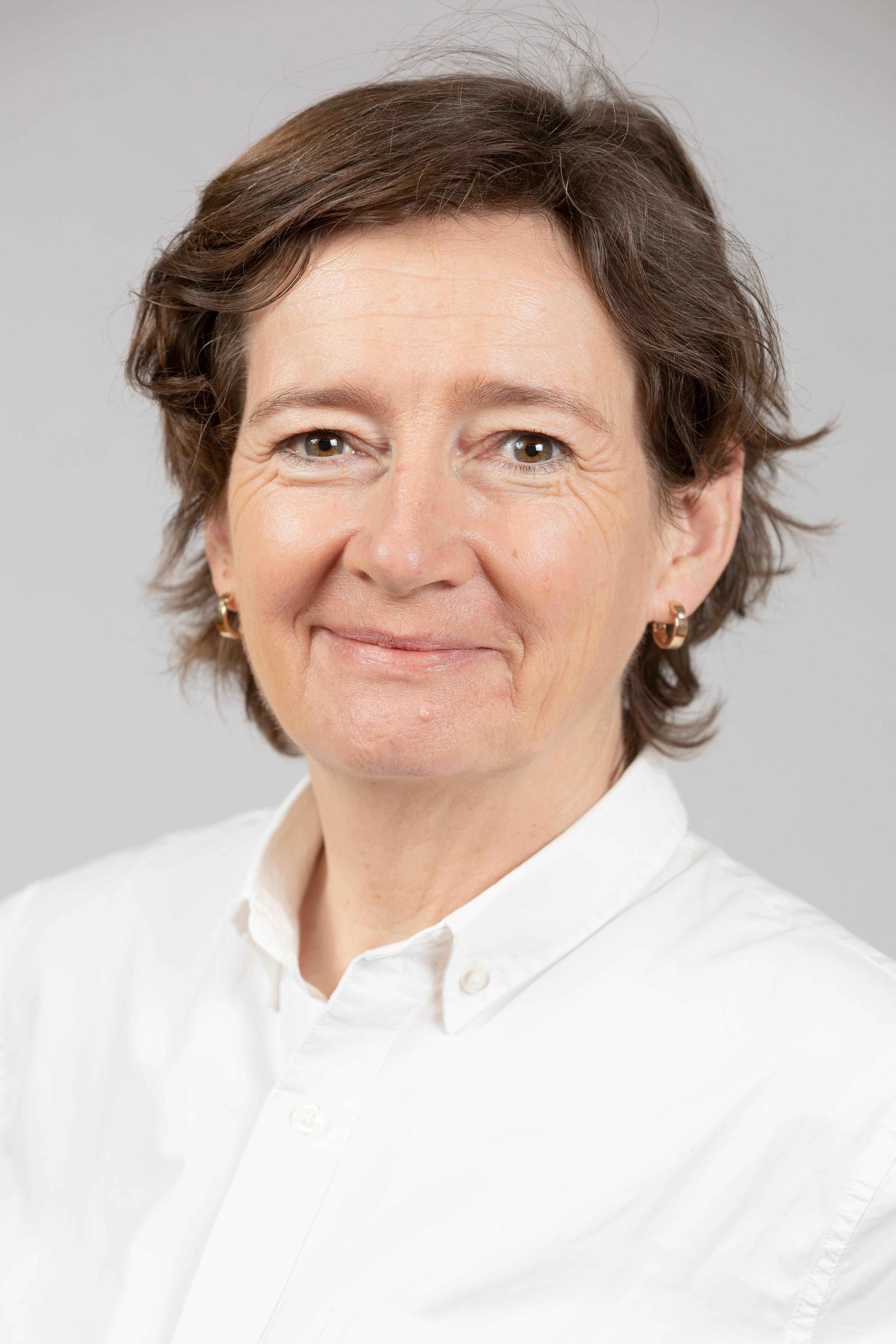
Hildegard Förster-Heldmann, 2019

Hildegard Förster-Heldmann (* 4. April 1958 in Herdorf) ist eine deutsche Politikerin (Bündnis 90/Die Grünen). Seit dem 17. Oktober 2017 ist sie Mitglied des Hessischen Landtags, in dem sie ab 2019 als Wahlkreisabgeordnete den Wahlkreis Darmstadt-Stadt I vertritt.

## Herkunft und Studium
Förster-Heldmann erlernte zunächst den Beruf der Raumausstatterin und absolvierte dann ein Studium der Innenarchitektur.
2001 trat sie Bündnis 90/Die Grünen bei und ist seit 2009 Mitglied im Landesvorstand. Daneben ist sie seit dem Jahr 2009 Sprecherin des Kreisverbands.
Seit 2001 ist sie Stadtverordnete in Darmstadt, war 2006–2011 stellvertretende Fraktionsvorsitzende und von 2011 bis 2019 Vorsitzende der Stadtverordnetenfraktion Darmstadt.
Als Darmstädter Stadtverordnete sitzt sie in den Aufsichtsräten der Bauverein AG, des Darmstadtiums und der Entega.
Im Jahre 2013 kandidierte sie auf Listenplatz 17 für den Hessischen Landtag und im Wahlkreis Darmstadt-Stadt I. Dies reichte nicht für den Einzug in den Landtag. Förster-Heldmann rückte am 17. Oktober 2017 für Tarek Al-Wazir nach. Sie wurde in der Landtagsfraktion Sprecherin für Armutsbekämpfung, Demografie. Recht, Senioren und Wohnen. Daneben wurde sie Mitglied im Rechts- und Sozialausschuss. Geografisch ist sie für Darmstadt und Offenbach am Main zuständig.
Förster-Heldmann gewann bei der Landtagswahl in Hessen 2018 im Wahlkreis Darmstadt-Stadt I mit 31,2 Prozent der Wahlkreisstimmen das Wahlkreismandat. Bei der Landtagswahl 2023 konnte sie den Wahlkreis erneut gewinnen. Sie ist stellvertretende Vorsitzende der Landtagsfraktion.

## Privates
Hildegard Förster-Heldmann wohnt in Darmstadt. Sie ist verheiratet und hat zwei erwachsene Kinder.